# Peyrilles
 Peyrilles  es una comuna y población de Francia, en la región de Mediodía-Pirineos, departamento de Lot, en el distrito de Gourdon y cantón de Saint-Germain-du-Bel-Air.
Su población en el censo de 2007 era de 355 habitantes.
Está integrada en la Communauté de communes Quercy-Bouriane .

## Demografía
| 409 | 369 | 336 | 326 | 340 | 313 |
| Para los censos de 1962 a 1999 la población legal corresponde a la población sin duplicidades (Fuente: INSEE [Consultar]) |     |     |     |     |     |

## Galería

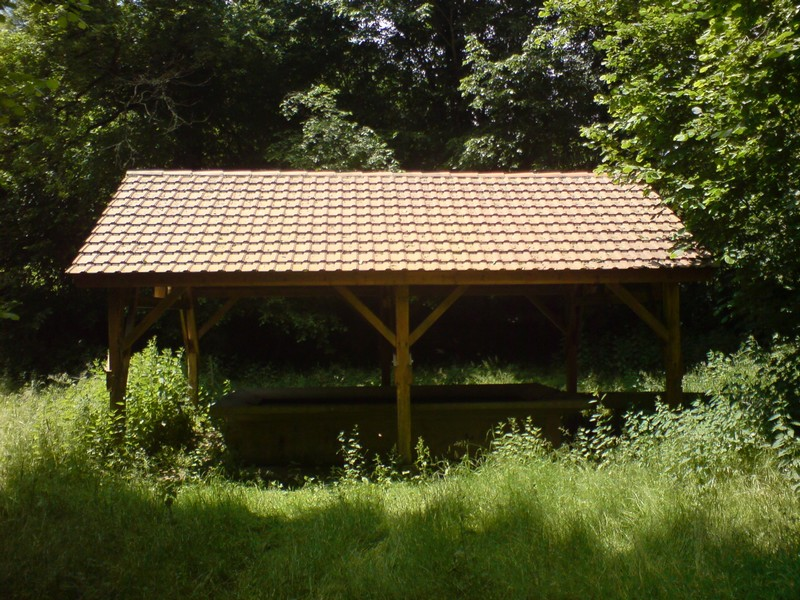
Lavadero de Dégagnazès
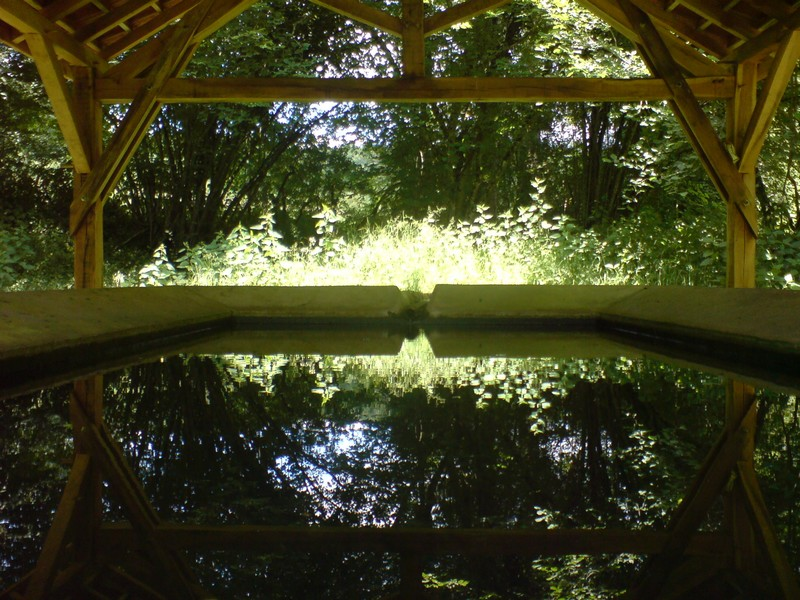
Lavadero de Dégagnazès
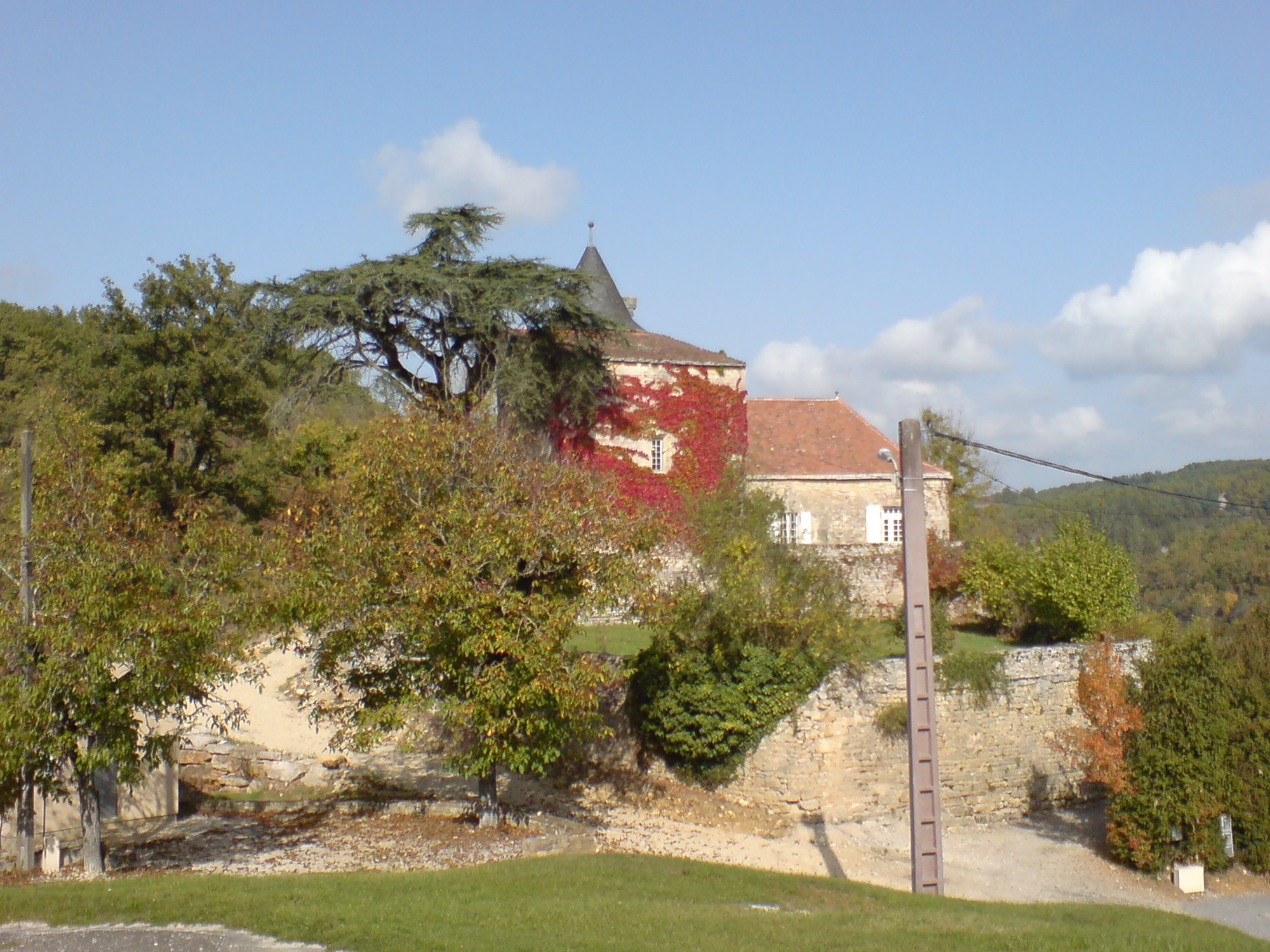
Castillo de  Peyrilles
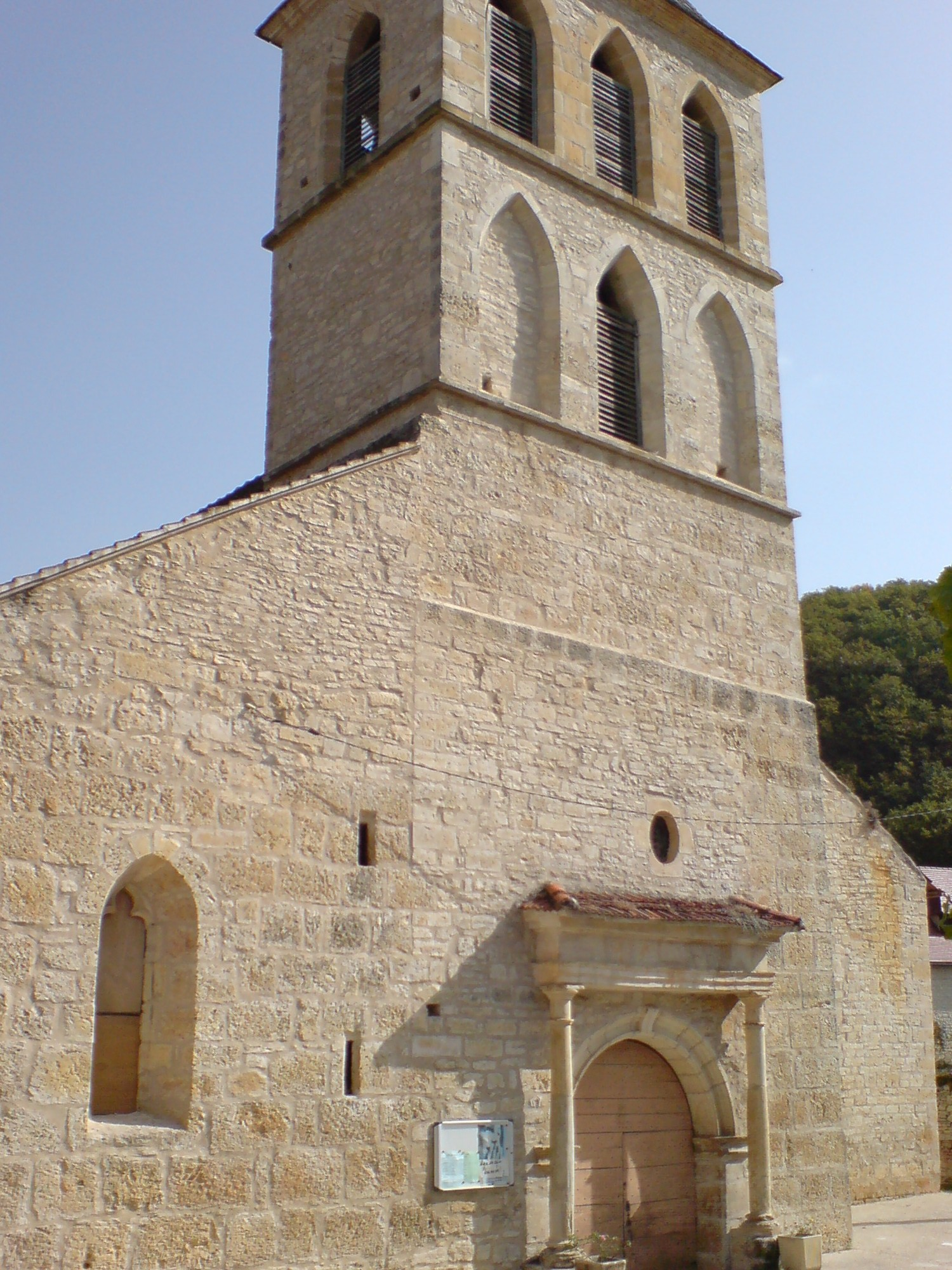
Iglesia de Peyrilles
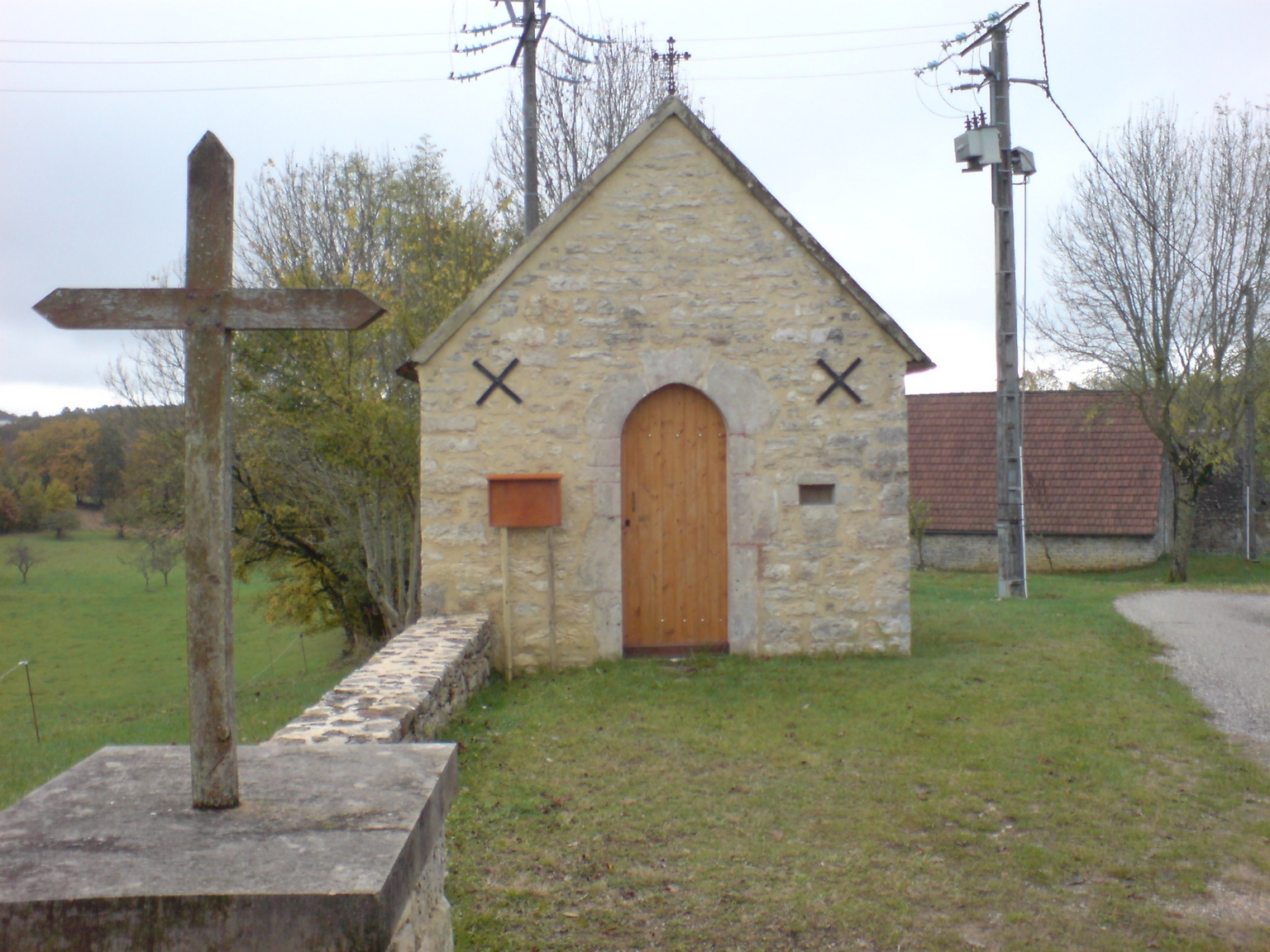
Capilla de Bonnet
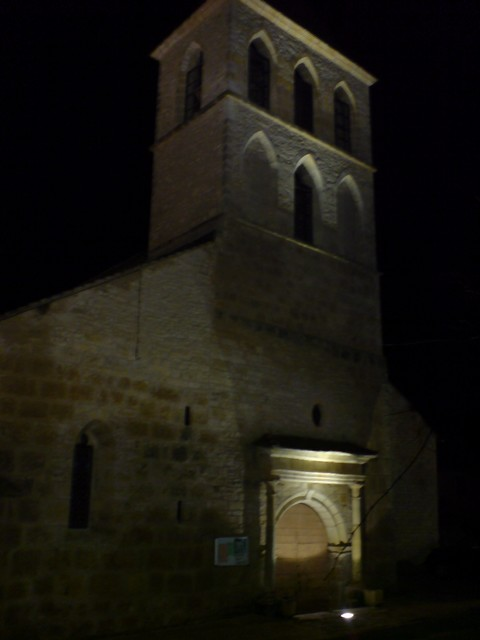
Iglesia de noche
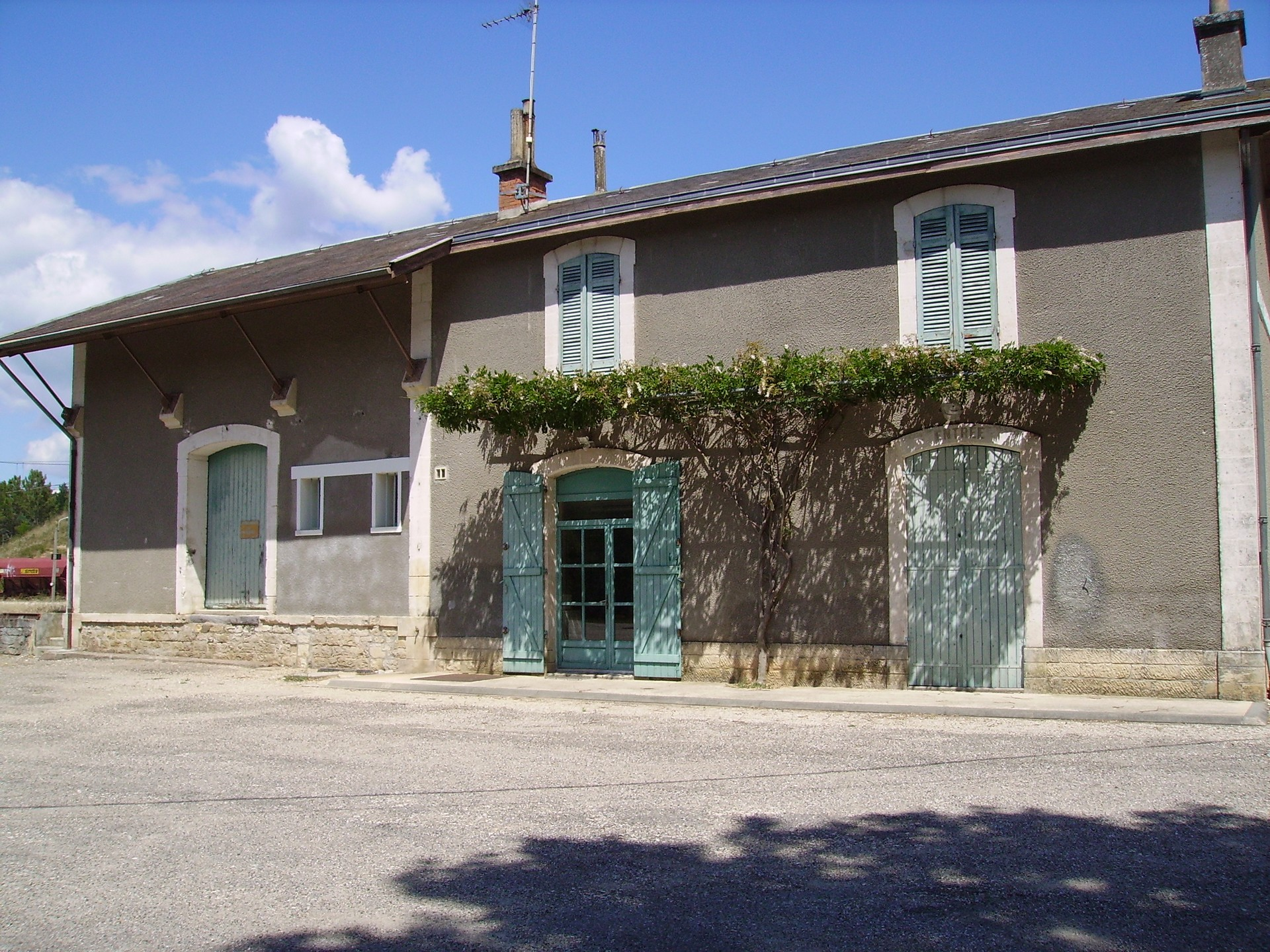
Estación de Thédirac-Peyrilles
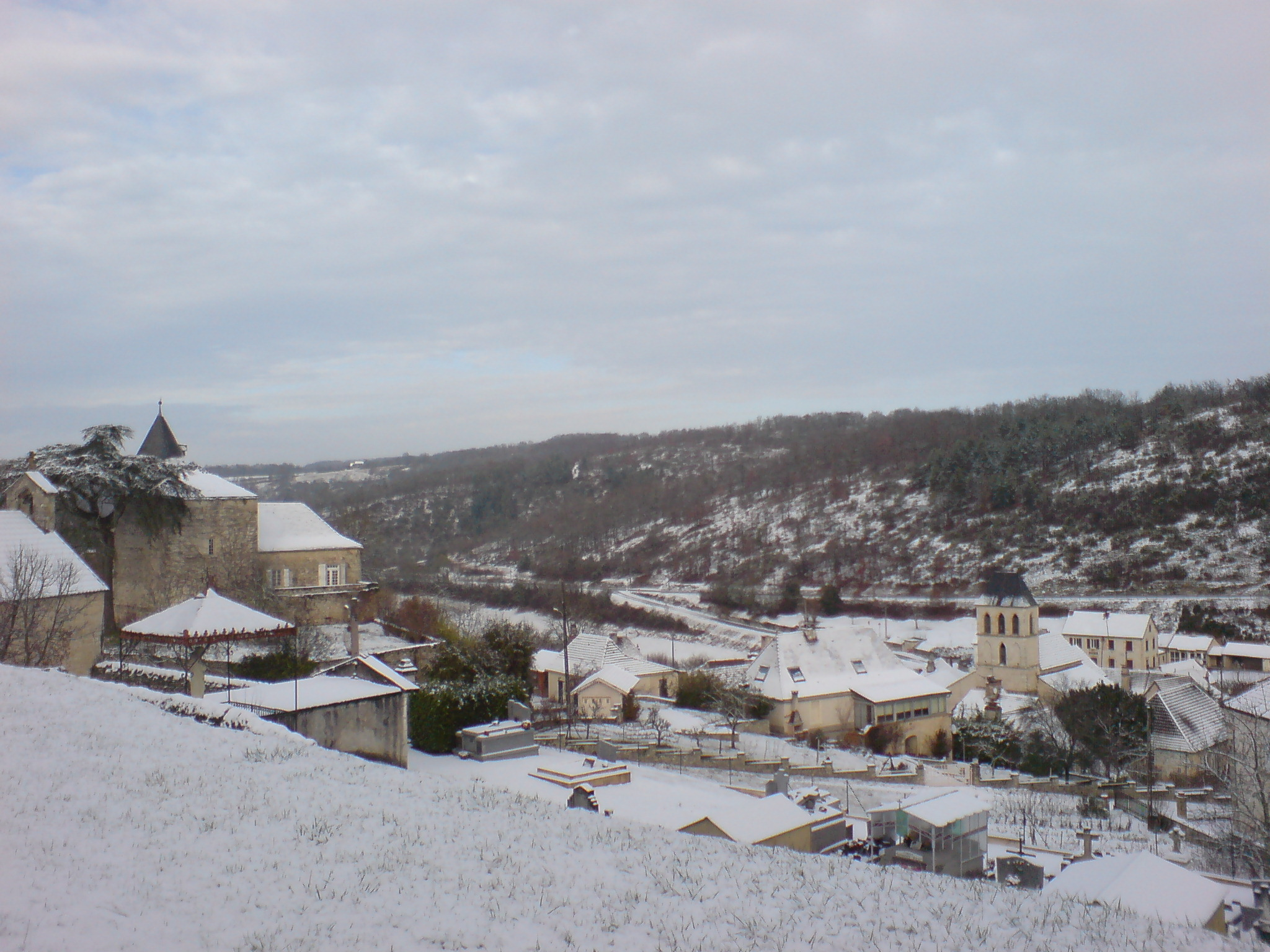
Peyrilles con nieve